# Roger Courtois
Roger Courtois (Ginevra, 30 maggio 1912 – 5 maggio 1972) è stato un calciatore e allenatore di calcio francese con cittadinanza svizzera, di ruolo centrocampista.

## Carriera
Courtois era in possesso del doppio passaporto francese e svizzero. Arrivato al Sochaux nel 1933, riuscì a vincere due campionati (1934/35, 1937/38), una Coppa di Francia (1936/37) e due titoli di capocannoniere (1935/36, 1938/39) prima dello scoppio della seconda guerra mondiale, quando fu costretto a rispondere alla chiamata di leva e finì per esser fatto prigioniero nel maggio del 1940. Fu liberato grazie alla sua doppia nazionalità e tornò a giocare in Svizzera, nel Losanna, con cui vinse anche un campionato (1943/44). Lasciata la Francia da miglior marcatore nella storia dei campionati dell'Anteguerra, vi fece ritorno al cessare delle ostilità per continuare a giocare nel Sochaux.
È al quarto posto nella classifica dei migliori marcatori del campionato francese con 210 reti.
In seguito allenò Troyes e Monaco, portato al secondo posto nel campionato 1963-1964.
In nazionale fu convocato ad ambedue i Mondiali a cui la Francia prese parte prima della guerra, ma non ebbe mai occasione di scendere in campo.

## Palmarès

### Giocatore
- Campionato francese: 2

Sochaux: 1934-1935, 1937-1938
- Coppa di Francia: 1

Sochaux: 1937-1938
- Campionato svizzero: 1

Losanna: 1943-1944
- Coppa Svizzera: 1

Losanna: 1943-1944

### Individuale
- Capocannoniere della Ligue 1: 1

1935-1936 (34 gol), 1938-1939 (27 gol)